# Жуков Юрій Олександрович
Ю́рій (Геóргій) Олекса́ндрович Жу́ков (23 квітня 1908, станція Алмазна, Слов'яносербський повіт, Катеринославська губернія, Російська імперія — 31 травня 1991, місто Москва) — журналіст-міжнародник, публіцист, перекладач. Член Центральної Ревізійної комісії КПРС у 1956—1976 роках. Кандидат у члени ЦК КПРС у 1976—1989 роках. Депутат Верховної Ради СРСР 6—11-го скликань (у 1962—1989 роках). Герой Соціалістичної Праці (21.04.1978).

## Біографія
Народився на станції Алмазна Слов'яносербського повіту Катеринославської губернії в родині священника (пізніше — вчителя). Дитячі роки провів у місті Тифлісі.
З 1926 працював помічником машиніста Луганського відділення Донецької залізниці, слюсарем залізничної станції Льгов. У 1927—1931 роках — літературний співробітник, завідувач відділу газет «Луганская правда», «Комсомолець України».
У 1932 році закінчив Московський автотракторний інститут, працював інженером-конструктором на Горьковському автозаводі.
З 1932 працював у газеті «Комсомольская правда» (літературний співробітник, завідувач відділу). У 1938—1940 роках — кореспондент журналу «Наша страна». У 1940—1941 роках — завідувач відділу журналу «Новый мир».
У 1941—1945 роках — військовий кореспондент, завідувач відділу фронту; в 1946 році — член редколегії «Комсомольской правды». Член ВКП(б) з 1943 року.
У 1946—1957 роках — співробітник редакції газети «Правда»: заступник відповідального секретаря, оглядач (1946—1948), кореспондент у Франції (1948—1952), заступник головного редактора (1952—1957).
3 лютого 1957 — 24 квітня 1962 року — голова Державного комітету з культурних зв'язків із зарубіжними країнами при Раді міністрів СРСР (з 1960 року — Державного комітету Ради міністрів СРСР з культурних зв'язків із зарубіжними країнами).
З 1962 року — політичний оглядач «Правди». З 1972 року — ведучий авторської телевізійної передачі на першому каналі Центрального телебачення «На запитання телеглядачів відповідає політичний оглядач газети» Правда «Ю. А. Жуков».
У 1960-ті — 1990-ті роки — Перекладач художньої літератури (з французької мов.) — У тому числі творів Ерве Базена [4], Едмонд Шарль-Ру [5], Робера Сабатье. Активно брав участь у викритті О. І. Солженіцина після опублікування «Архіпелагу Гулаг» за кордоном.
З 1961 року — член Спілки письменників СРСР. У 1962—1982 роках — заступник голови, а в 1982—1987 роках — голова Радянського комітету захисту миру. З 1958 року — член правління, а в 1968—1991 роках — президент товариства «СРСР-Франція».
Похований на Троєкуровському цвинтарі Москви.

## Цікаві факти
У 1976 р. Ю. Жуков постраждав від радянської цензури. З його повісті «Початок міста» про будівництво Комсомольська-на-Амурі була виключена глава «Важкі дні 1937 року», яка зачіпає тему масових репресій (в листі до ЦК КПРС з цього приводу Жуков називає як свого співавтора Р. Ізмайлову).

## Книги
- Хартракторострой. — М.-Л.: ОГИЗ; Молода гвардія, 1931.
- Рахунок на чуйність. Збірка нарисів про комсомол. — М.: Молода гвардія, 1933.
- Після гудка. Нотатки на комсомольські теми. — М.: Молода гвардія, 1934.
- Місто юності. — М.: Молода гвардія, 1937.
- Кордон. Дорожні нотатки. — М.: Держлітвидав, 1938.
- Крила Китаю. Записки військового льотчика. — М.: Держлітвидав, 1940.
- Радянські партизани. — Йошкар-Ола: Марійської держ. вид-во, 1941.
- Росіяни і Японія. Забуті сторінки з історії російських подорожей. — М.: Видавництво Головпівнічморшляху, 1945.
- Американські замітки. — М.: Правда; тип. ім. Сталіна, 1947.
- На Заході після війни. Записки кореспондента. — М.: Радянський письменник, 1948.
- Раймонда Дьєн. — М.: Детгиз, 1954.
- Приборкання «тигрів». — М.: Молода гвардія, 1961.
- Шлях до Карпат. — М.: Молода гвардія, 1962.
- Японія. 1962. — М.: Ізвєстія, 1962.
- Один «МИГ» з тисячі. Документ. повість. — М.: Молода гвардія, 1963.
- Ці сімнадцять років … Нотатки журналіста. — М.: Радянський письменник, 1963.
- Без мови. — М.: Радянський письменник, 1964.
- В'єтнам. — М.: Правда, 1965.
- Із записників журналістів. — М., 1965. (Спільно з В. Шараповим)
- Люди 30-х років. — М.: Радянська Росія, 1966.
- Відсіч. — М.: Правда, 1966. (У співавторстві з В. Шараповим)
- Америка. 1967. — М.: Правда, 1967.
- Люди 40-х років. — М.: Радянська Росія, 1969.
- З бою в бій. Листи з фронту ідеологічної боротьби. — М.: Думка, 1970.
- США на порозі 70-х років. — М.: Політвидав, 1970.
- Чилійський щоденник. — М.: Молода гвардія, 1970.
- Народ на війні. В'єтнамські щоденники. — М.: Політвидав, 1972. (У співавторстві з В. Шараповим)
- 33 візи. Подорожі в різні країни. — М.: Радянська Росія, 1972.
- Алекс та інші. Полемічні нотатки про світ насильства. — М.: Політвидав, 1974.
- Європейські горизонти. — М.: Радянська Росія, 1975.
- Початок і кінець. Сторінки з щоденника. — М.: Правда, 1975.
- Отруйники. Полемічні нотатки про буржуазної ідеології і пропаганді. — М.: Молода гвардія, 1975.
- Листи з Рамбує. — М.: Радянська Росія, 1975. (У співавторстві з В. Сєдих)
- Початок міста. — Хабаровськ, 1977.
- Тридцять бесід з телеглядачами. — М.: Політвидав, 1977.
- Думки про немислиме. — М.: Радянська Росія, 1978.
- Суспільство без майбутнього. — М.: Політвидав, 1978.
- Повість про брудні трюках. — М.: Радянська Росія, 1978.
- Витоки. — М.: Правда, 1980.
- Першобудівники. — М.: Молода гвардія, 1982. (У співавторстві з Р. Ізмайлової)
- Круті сходинки. — М.: Думка, 1983.
- Журналісти. Розповіді про солдатів переднього краю фронту ідеологічної боротьби. — М.: Правда, 1984.
- Подорож до країн Індокитаю. — М.: Радянська Росія, 1984. (У співавторстві з І. Щедрова)
- Де світло — там життя! — М.: Молода гвардія, 1985. (В співавторства з І. Мельниковим)
- Жебраки духом. Записки політичного оглядача. — М.: Правда, 1985.
- Пси війни. — М.: Правда, 1986.
- Солдатські думи. — М.: Радянська Росія, 1987.
- СРСР — США: дорога завдовжки в сімдесят років, або Розповідь про те, як розвивалися радянсько-американські відносини. — М.: Політвидав, 1988
- Вибрані твори в 2 тт. — М.: Думка, 1990.

## Нагороди і звання
- Герой Соціалістичної Праці (21.04.1978)
- два ордени Леніна (4.05.1962; 21.04.1978)
- орден Жовтневої Революції (22.04.1983)
- два ордени Трудового Червоного Прапора (23.04.1958; 23.05.1968)
- орден Дружби народів (22.04.1988)
- орден Вітчизняної війни ІІ ст.
- орден Червоної Зірки (13.04.1946)
- медалі
- Ленінська премія (1960) — за участь у створенні книги «Віч-на-віч з Америкою» (про поїздку Микити Хрущова в США).[1].
- Заслужений працівник культури РРФСР